# Phaeochrous rufus
Phaeochrous rufus är en skalbaggsart som beskrevs av Maurice Pic 1928. Phaeochrous rufus ingår i släktet Phaeochrous och familjen Hybosoridae. Inga underarter finns listade i Catalogue of Life.